# رودخانه گسکوین
رودخانه گسکوین (به انگلیسی: Gascoyne River) رودخانه‌ای است که در استرالیا جریان دارد.